# Leucania punctifera
Leucania punctifera är en fjärilsart som beskrevs av Heinrich Benno Möschler 1880. Leucania punctifera ingår i släktet Leucania och familjen nattflyn. Inga underarter finns listade i Catalogue of Life.